# Karen Brunés
 (novembre 2017).
Si vous disposez d'ouvrages ou d'articles de référence ou si vous connaissez des sites web de qualité traitant du thème abordé ici, merci de compléter l'article en donnant les références utiles à sa vérifiabilité et en les liant à la section « Notes et références ».
Karen Brunés (1893-1977) est un écrivain danois. Sous le pseudonyme de Tom Hill, elle a publié la série des aventures romanesques de Davy Crockett.

## Biographie
Née à Fredensborg, fille d'un greffier, elle suit le premier cycle de l'enseignement secondaire à l'école publique de l'amt de Frederiksborg, puis le Cours Nehms. Elle travaille ensuite dans l'administration postale à Copenhague.
En 1928, elle commence à écrire des nouvelles, publiées dans divers magazines scandinaves. Elle participe en 1933 à un concours de scénario de film et remporte le premier prix. 
Ce n'est qu'à la quarantaine passée qu'elle publie, sous le pseudonyme masculin de Stephan Brunés, ses deux premiers vrais romans : Ivan (1936), dont l'action se déroule dans la Russie des tsars et Mala fra finske skove (Mala dans les forêts finlandaises) (1943).
C'est lors d'un voyage aux États-Unis en 1956 qu'elle entend parler du héros populaire Davy Crockett et qu'elle découvre en lui un véritable défenseur des Amérindiens. Elle écrit une quinzaine de livres sur ce héros, publiés sous le pseudonyme de Tom Hill.